# Sergio Salgado
Sergio Salgado Cofré (Chillán, 12 de septiembre de 1958) es un exfutbolista chileno que jugaba como delantero. Es el tercer goleador histórico de la Primera B de Chile con 132 tantos, y junto a Marco Antonio Figueroa, el cuarto máximo anotador chileno de todos los tiempos en competiciones oficiales con 318.

## Trayectoria
La mayor parte de su carrera la realizó en el club Cobresal, en donde fue goleador del campeonato chileno en 1986 y del torneo de Segunda División en 1981, 1993, 1995 y 1996, Campeón de ascenso en 1983 y en 1987 formó parte de una histórica delantera goleadora que, junto a Rubén Martínez e Iván Zamorano, consigue para Cobresal la Copa Chile venciendo a Colo-Colo.
Precisamente jugando en Colo-Colo, fue campeón del Torneo Nacional en 1989 y 1990 y campeón de la Copa Libertadores de América de 1991, anotó el tercer gol (penal) frente a Barcelona Sporting Club de Ecuador en Santiago de Chile, terminando el partido 3 a 1.
En 1991 jugó por Deportes Antofagasta y en 1992 por la Universidad de Chile, para volver al año siguiente a Cobresal. Finaliza su carrera el año 1997 jugando por Deportes Arica, en la Primera B.

## Selección nacional
Integró la Selección sub-20 chilena que compitió en el Sudamericano de 1977, donde el combinado chileno alcanzó el cuarto lugar. Luego, en 1984, fue nominado por Isaac Carrasco a la Selección sub-23, participando del Preolímpico de 1984, aportando con un gol para la clasificación a los Juegos Olímpicos de Los Ángeles 1984.  También participó en el Preolímpico de 1988.
Debutó en la Selección absoluta bajo la dirección de Pedro Morales, para un amistoso frente a Paraguay en Santiago. Representó a La Roja en la Copa América 1987, donde anotó un tanto en la victoria por 3-1 frente a Venezuela.
Tras 17 partidos se despidió de la Selección Chilena en el torneo amistoso ‘Four Nations’, disputado en Los Ángeles, Estados Unidos, ingresando como suplente en el triunfo por 1-0 ante Guatemala. 

##### Participación en Copa América
| Torneo            | Sede    | Resultado  |
| ----------------- | ------- | ---------- |
| Copa América 1987 | Ecuador | Subcampeón |

##### Participación en Preolímpicos
| Torneo           | Sede    | Resultado |
| ---------------- | ------- | --------- |
| Preolímpico 1984 | Ecuador | 2°        |
| Preolímpico 1988 | Bolivia | 5°        |

##### Participación en Sudamericanos
| Torneo                      | Sede      | Resultado |
| --------------------------- | --------- | --------- |
| Sudamericano Sub-20 de 1977 | Venezuela | 4°        |

## Clubes
| Club                 | País  | Año       |
| -------------------- | ----- | --------- |
| Unión Española       | Chile | 1976-1977 |
| Iberia               | Chile | 1978      |
| Unión La Calera      | Chile | 1979      |
| Cobresal             | Chile | 1980-1988 |
| Colo-Colo            | Chile | 1989-1991 |
| Deportes Antofagasta | Chile | 1991      |
| Universidad de Chile | Chile | 1992      |
| Cobresal             | Chile | 1993-1996 |
| Deportes Arica       | Chile | 1997      |

## Palmarés

### Títulos nacionales
| Título             | Equipo    | País  | Año  |
| ------------------ | --------- | ----- | ---- |
| Primera División B | Cobresal  | Chile | 1983 |
| Copa Chile         | Cobresal  | Chile | 1987 |
| Copa Chile         | Colo-Colo | Chile | 1989 |
| Primera División   | Colo-Colo | Chile | 1989 |
| Copa Chile         | Colo-Colo | Chile | 1990 |
| Primera División   | Colo-Colo | Chile | 1990 |
| Primera División B | Cobresal  | Chile | 1993 |

### Títulos internacionales
| Título                       | Equipo    | País  | Año  |
| ---------------------------- | --------- | ----- | ---- |
| Copa Libertadores de América | Colo-Colo | Chile | 1991 |

### Distinciones individuales
| Distinción                                                                   | Año       |
| ---------------------------------------------------------------------------- | --------- |
| Máximo goleador de Primera División B (27 goles)                             | 1981      |
| Máximo goleador del Campeonato de Apertura de la Segunda División (14 goles) | 1982      |
| Máximo goleador de la Primera División de Chile (28 goles)                   | 1986      |
| Máximo goleador del Preolímpico de Fútbol                                    | 1987      |
| Máximo goleador de Primera División B (13 goles)                             | 1993      |
| Máximo goleador de Primera División B (24 goles)                             | 1995      |
| Mejor Deportista del Fútbol Profesional de Chile                             | 1995      |
| Máximo goleador de Primera División B (27 goles)                             | 1996      |
| Tercer máximo anotador chileno en torneos oficiales.                         | 1978-1997 |